# ジル＝エリック・セラリーニ
ジル=エリック・セラリーニ（Gilles-Éric Séralini）は、フランスのカーン大学・教授で、専門は内分泌の分子生物学。
セラリーニは根っからの「遺伝子組換え生物」反対論者である。
2012年、遺伝子組み換えトウモロコシを食べるとがんになるという論文を発表し 
、紛糾した。

## 経歴と紛糾
- 1960年8月23日：アルジェリアのアンナバで生まれる
- 1987年（27歳）：フランスのモンペリエ大学で生化学・分子生物学の博士号を取得
- 1987‐1991年（27‐30歳）：カナダのウェスタンオンタリオ大学、カナダのラヴァル大学・医学センターで内分泌の分子生物学を研究する
- 1991年6月（30歳）：フランスのカーン大学・教授
- 2012年9月12日（52歳）：遺伝子組み換え食品は危険という論文を発表した[3] 。

2012年の論文は、実験法の不備、解釈の不適切、メディア発表の異常など、科学界から大きな批判を浴び、論文は撤回された。しかし、2014年、撤回論文は別のジャーナルに再び掲載された。